# 泉町 (岐阜県)
泉町（いずみちょう）は、岐阜県土岐郡にあった町である。1955年2月1日に笠原町を除く土岐郡の8町村が合併し土岐市となる。現在の土岐市泉町地区。美濃焼の産地。

## 地理
- 河川:土岐川

## 歴史

### 沿革
- 1889年（明治22年）7月1日 - 久尻村、大富村、定林寺村が合併。町村制施行に伴い泉村発足。
- 1915年（大正4年）10月1日 - 泉村が町制施行し泉町となる。
- 1934年（昭和9年）8月1日 - 久尻の一部を多治見町に編入。
- 1954年（昭和29年）4月1日 - 明世村の戸狩、山野内、月吉が瑞浪土岐町・稲津村・釜戸村・大湫村・日吉村・恵那郡陶町と合併し、瑞浪市が発足。明世村の残部（河合）が泉町に編入される。
- 1955年（昭和30年）2月1日 - 鶴里村・駄知町・下石町・妻木町・土岐津町・肥田村・曽木村と合併し土岐市となる。

土岐市への合併の経緯は、土岐市の合併の経過を参照

## 教育

### 中学校
- 町立泉中学校

### 小学校
- 町立泉小学校

## 交通
- 国鉄中央本線土岐津駅（1965年、土岐市駅に改称）
- 東濃鉄道駄知線土岐津駅（1974年、廃止）

## 名所・旧跡
- 乙塚古墳･段尻巻古墳
- 隠居山（パレオパラドキシアの化石発見地、古窯多数）